# Stenobrium bicoloricornis
Stenobrium bicoloricornis är en skalbaggsart som beskrevs av Karl Adlbauer 2004. Stenobrium bicoloricornis ingår i släktet Stenobrium och familjen långhorningar.
Artens utbredningsområde är Kenya. Inga underarter finns listade i Catalogue of Life.